# Giovanni Cervetti

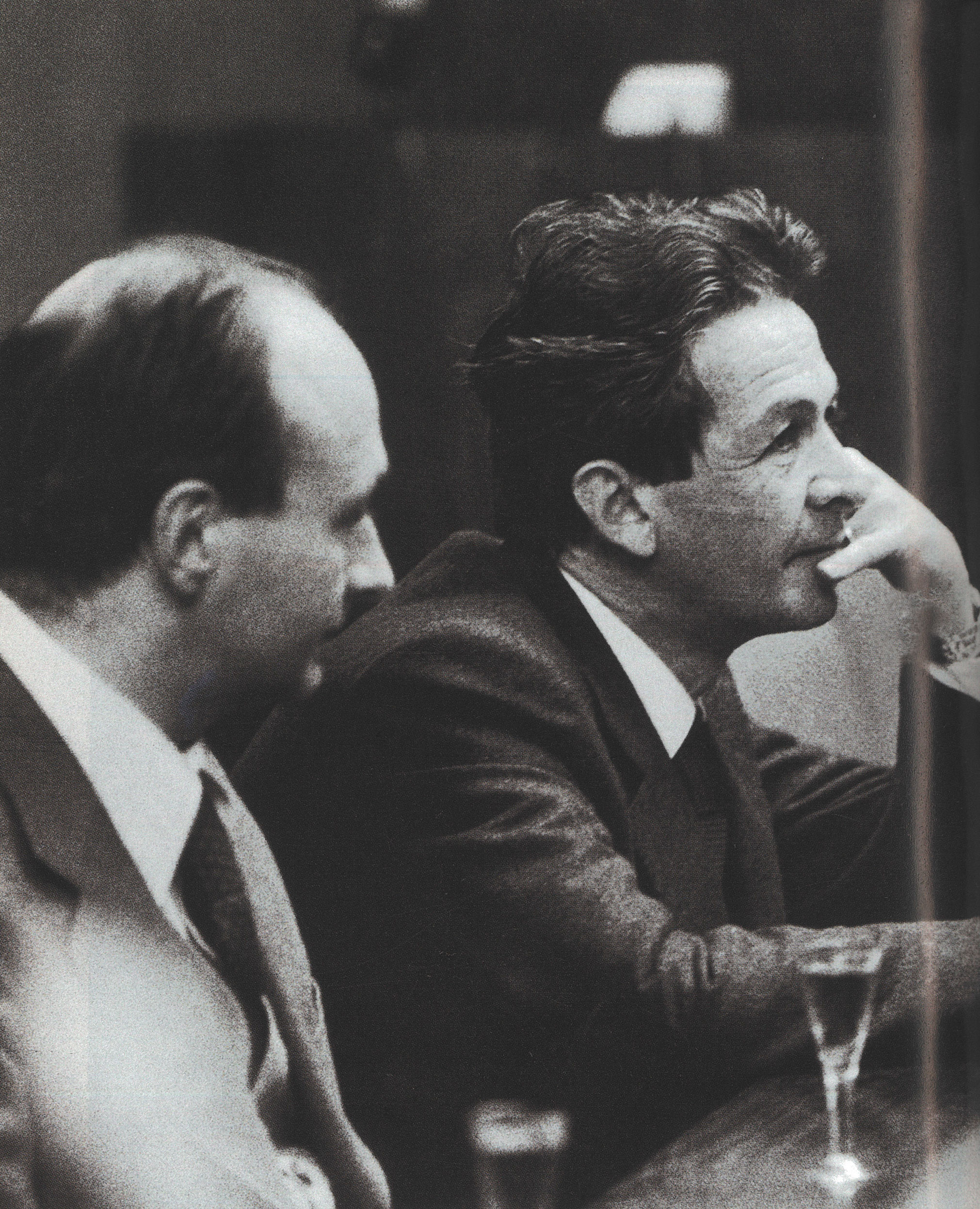
Mosca 1976, insieme ad Enrico Berlinguer

Giovanni Cervetti, detto Gianni (Milano, 12 settembre 1933), è un politico italiano, è stato deputato ed esponente di primo piano del PCI.

## Biografia
Giovanni Cervetti nasce a Milano il 12 settembre 1933. Cresce tra le pareti dell'osteria dei suoi genitori in via Rasori, a Porta Magenta. Nel 1942, a seguito del primo massiccio bombardamento a Milano, il piccolo Gianni viene mandato dai nonni materni nel Monferrato.

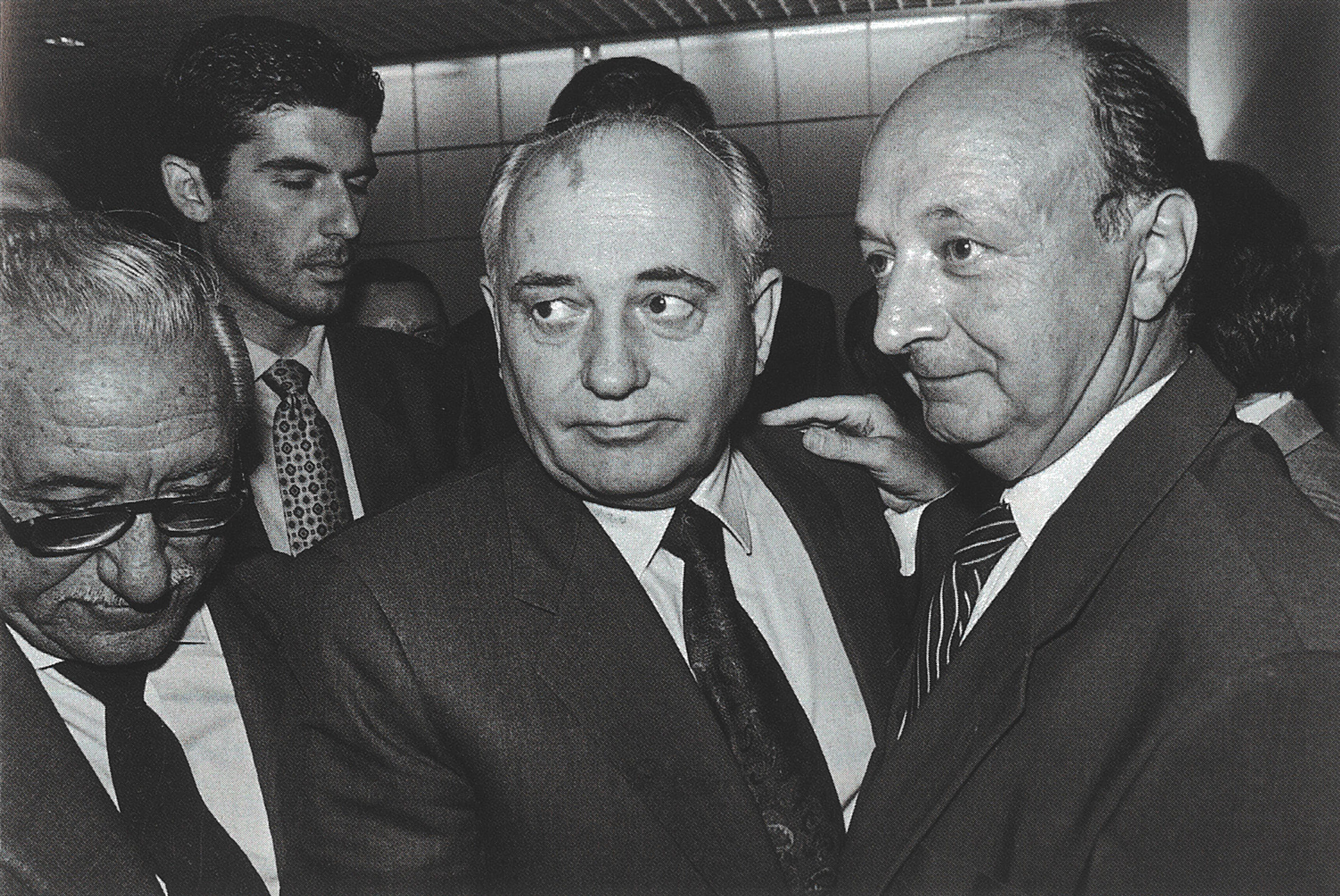
Gianni Cervetti a Milano con Michail Gorbačëv nel 1993

Nel 1949, insieme al suo compagno di liceo Paolo Santi (figlio del futuro dirigente socialista della CGIL Fernando Santi), decide di “trasformare i nostri informi sentimenti cultural-politici in attività di giovani militanti. Una sera ci presentammo nella sezione del PCI intitolato ad Antonio Gramsci per chiedere la tessera”, scrive Cervetti nel suo libro di memorie Compagno del secolo scorso. Tra il 1952 e il 1953 inizia a frequentare assiduamente il partito milanese e inizia contestualmente a collaborare con “La voce comunista”.
Inizia gli studi di medicina all'Università di Milano, che lascerà nel 1955. Nel marzo del 1956, nella particolarissima stagione dell'Unione Sovietica di Nikita Chruščëv, viene inviato dal Partito Comunista a studiare economia all'Università di Mosca. A Mosca incontra una compagna di partito, anche lei anch’essa inviata dal partito inviata a studiare nella grande Russia: era Franca Canuti, il grande amore della sua vita, che sposerà l'8 marzo 1958. Mosca rimane una città chiave nel suo percorso di vita. Qui nasce Andrea, il suo unico figlio. A Mosca ha l’occasione di incontrare importanti personalità politiche e culturali, come Nikita Chruščëv, Michail Suslov, Dmítrij Šostakóvič, Aram Chačaturjan.
Rientrato a Milano nel luglio del 1961, ritrova una città ben diversa, nel pieno del boom economico. Assume incarichi di direzione della CGIL milanese e lombarda al 1961 al 1965 e successivamente nel PCI, dove verrà eletto prima segretario cittadino e poi provinciale a Milano nel cruciale periodo 1969-1975, quando sarà tra i promotori del Comitato Permanente Antifascista negli anni che vanno dalla strage di piazza Fontana all'impegno democratico contro la strategia della tensione.
Enrico Berlinguer lo propone per la segreteria nazionale del PCI (1975-1979), come responsabile dell'organizzazione. In seguito, diventa segretario regionale della Lombardia (1979-1984). In parallelo agli incarichi politici, Cervetti svolge una intensa attività istituzionale: consigliere comunale a Milano (1970-1975); consigliere regionale della Lombardia (1980-1984); parlamentare europeo (1984-1989); parlamentare nazionale 1987-1994. Dal 1989 al 1992 è stato "ministro della difesa" del governo ombra del Partito Comunista Italiano. Altrettanto significativi sono gli impegni internazionali, nel rapporto con l'URSS e gli altri Paesi dell'Est Europa e come rappresentante del PCI in occasione di congressi, conferenze internazionali e delegazioni. Favorevole alla svolta della Bolognina di Achille Occhetto, in seguito allo scioglimento del PCI aderisce al Partito Democratico della Sinistra.
Altrettanto intenso è poi il suo impegno in campo culturale. Oltre agli importanti legami derivati dalla partecipazione alla vita culturale di Milano e nazionale come dirigente del Partito Comunista, svolge un ruolo importante nel dare vita e sostenere importanti istituzioni: è presidente della Fondazione Isec (Istituto per la Storia dell'Età Contemporanea) dalla sua costituzione nel 2002; presidente della Fondazione Corrente; è stato presidente della Fondazione Orchestra Sinfonica di Milano Giuseppe Verdi dal 2008 al 2019 e attualmente ricopre il ruolo di presidente emerito. Dal 2009 al 2022 è stato presidente dell'Associazione culturale Italia Russia Lombardia. Tra il 2001 e il 2006 è stato componente del consiglio di amministrazione dell’Università Statale di Milano in rappresentanza del MIUR..
Per il suo grande esempio di passione civile, nel 2021 ha ricevuto l’Ambrogino d'oro del comune di Milano.
Oltre alla passione politica, negli ultimi anni ha costantemente sviluppato un grande interesse per l'editoria, i libri antichi e l'archeologia. In particolare, ha collezionato una delle maggiori raccolte italiane di opere di Dante e Niccolò Machiavelli, ha fondato con Umberto Eco e l'antiquario Mario Scognamiglio l'Aldus Club, di cui è presidente.

## Bibliografia

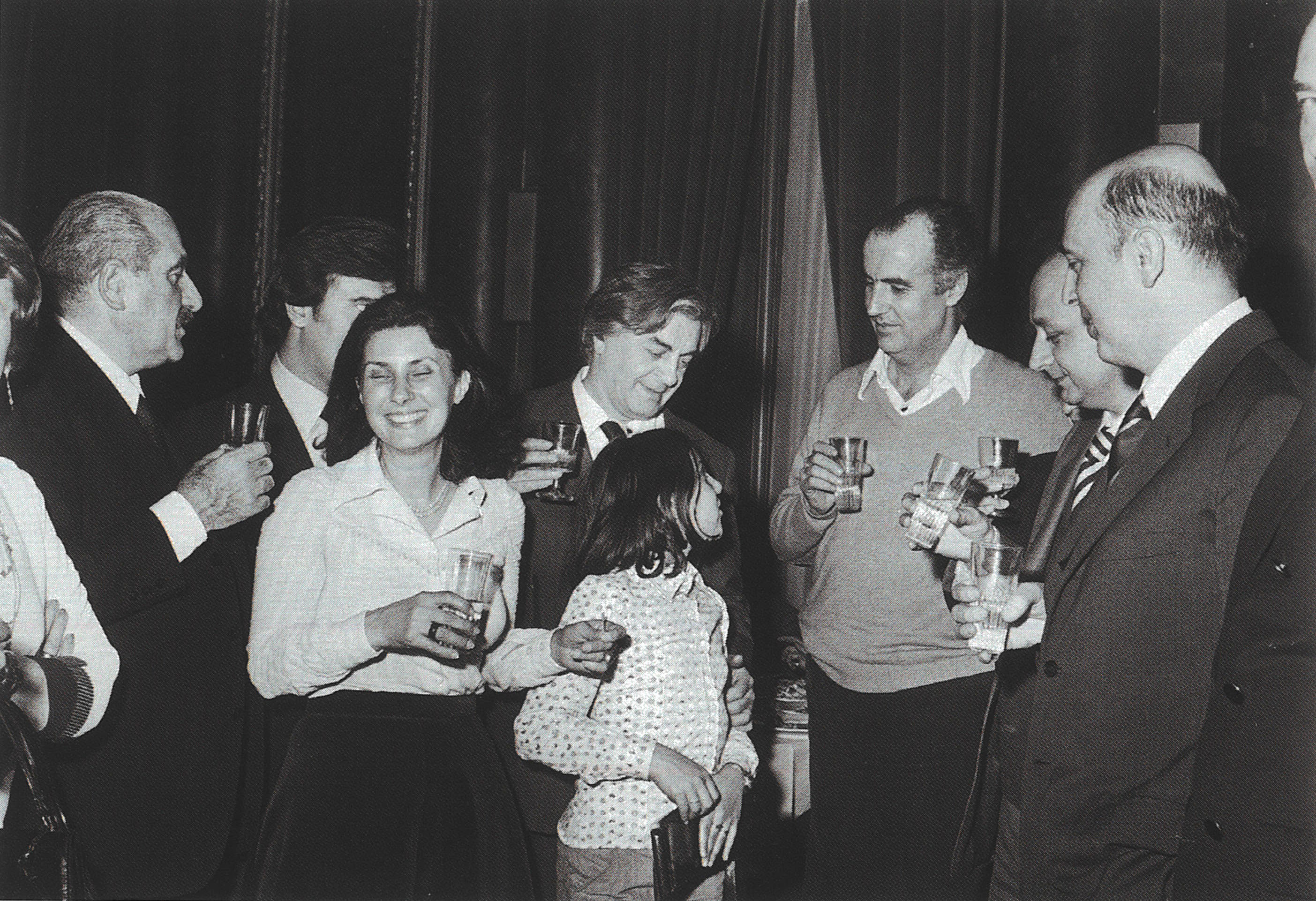
Da destra: Giorgio Napolitano, Gianni Cervetti, Luigi Nono, al regista Jurij Ljubimov, Paolo Grassi, moglie e figlia di Nono, 1975

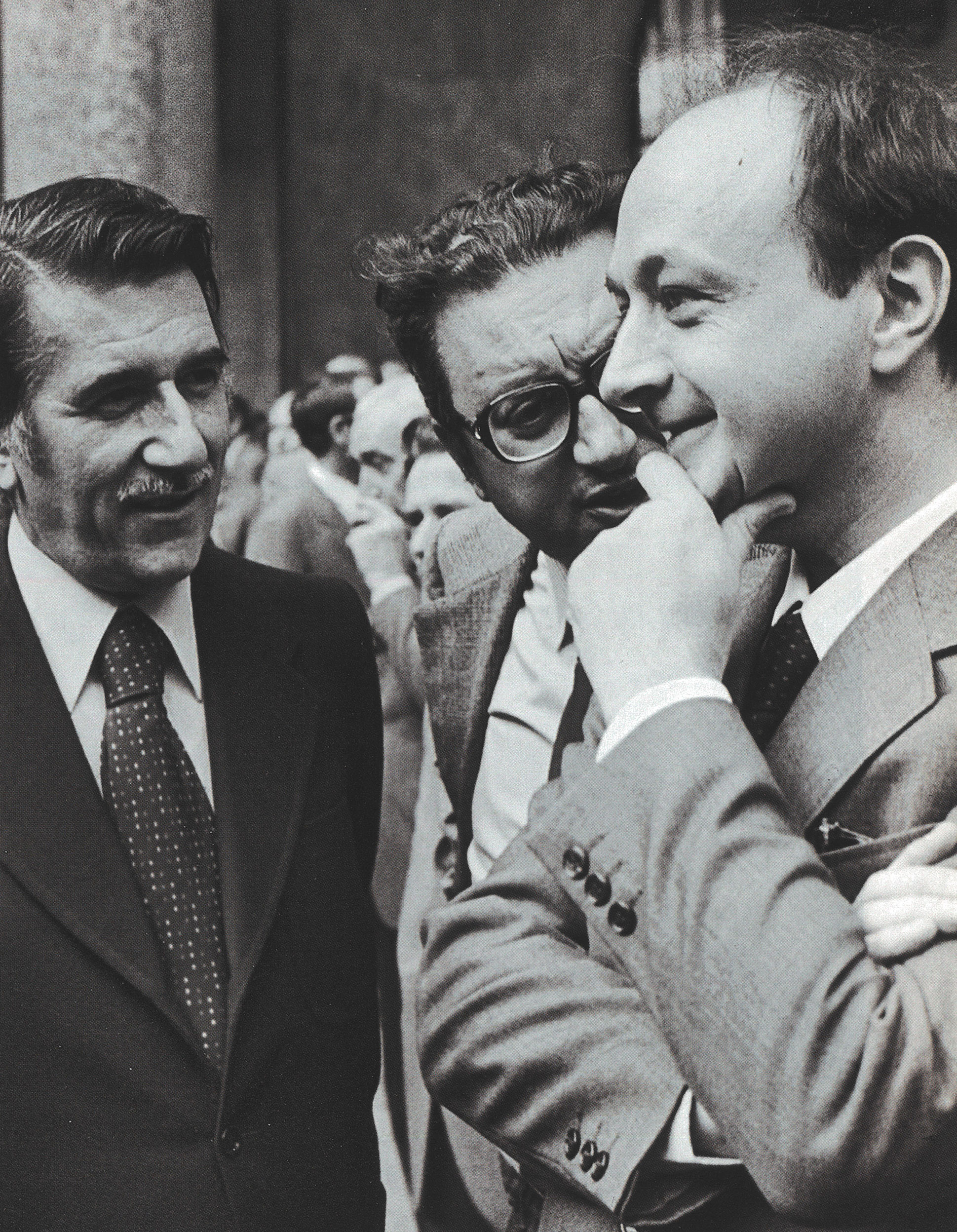
Gianni Cervetti con Aldo Aniasi